# John D. Rockefeller
John Davison Rockefeller Sr. (Richford, Nueva York; 8 de julio de 1839 - Ormond Beach, Florida; 23 de mayo de 1937) fue un magnate empresarial estadounidense. Formó parte del grupo de empresarios conocido como «barones ladrones» de la Edad Dorada de la industria en los Estados Unidos, cuyo éxito le llevó a ser el hombre más rico de su época. 
Fue el fundador y presidente de la Standard Oil, una gigantesca compañía que llegó a controlar la extracción, refinado, transporte y distribución de más del 90% del petróleo de Estados Unidos y sostuvo monopolios enteros (en forma de inversiones) en múltiples países extranjeros.Durante un período de más de cuarenta años, consolidó a la Standard Oil como la compañía petrolera más grande del mundo, revolucionando la industria en todos sus niveles y demostrando una extraordinaria e implacable capacidad competitiva. Por otro lado, dedicó gran parte de su fortuna y recursos a numerosas donaciones, fundaciones y programas, siendo el fundador de la Universidad de Chicago, una de las universidades más prestigiosas del mundo, cuna de 87 Premios Nobel, así como también de la Universidad Rockefeller en Nueva York, además de impulsar numerosas áreas de la educación, la ciencia y la medicina.
Sus logros empresariales son tan destacables como controvertidos, pues mediante astucia, ingenio y mucha dedicación, ascendió en el mundo empresarial, levantó un extenso imperio que se extendió hasta un punto que ninguna otra empresa en la historia ha logrado alcanzar hasta hoy en día. Señalado por sus prácticas monopolistas, fue denunciado por periodistas e investigadores, y a la larga el gobierno de los Estados Unidos tuvo que enfrentarse a él, logrando llevarlo ante los tribunales y consiguiendo tras años enteros de litigios que se dictara la separación de su gigantesca compañía petrolífera, separación que tardó mucho tiempo en materializarse después de dictada.
Rockefeller hasta ahora es el único caso de un empresario que llegó a construir un monopolio puro (en cuya disolución finalmente tuvo que intervenir el propio gobierno de los Estados Unidos) y que de hecho marcó en profundidad el desarrollo de la industria petrolera a nivel mundial.
Es considerado como el hombre más acaudalado de la historia mundial y es el fundador de la mítica familia de millonarios que aún persiste hoy en día, con su mismo apellido y poder económico. Sus negocios no solo abarcaron los Estados Unidos, sino que se extendieron a otros lugares, como Europa y Latinoamérica. De hecho, su familia continuó controlando la industria petrolífera en esta última región durante más de seis décadas tras su fallecimiento.

## Inicios

### Infancia
John Davison Rockefeller nació en Richford (Nueva York), el 8 de julio de 1839, en una familia de clase media descendiente de inmigrantes alemanes y escoceses. Su madre, Eliza, era una mujer muy organizada y dedicada a atender a su familia; y su padre, William Avery Rockefeller, un vendedor ambulante, no fue precisamente un modelo de fidelidad conyugal ni un ejemplo para sus seis hijos. Alejado del seno familiar por largos periodos, cuando volvía sus bolsillos por lo general estaban llenos de dinero e increíblemente volvía cargado de regalos para su mujer y sus hijos. Mucho más tarde, John descubriría que su padre no era más que un impostor, que visitaba las reservas indígenas vendiéndoles a sus moradores toda suerte de objetos, negocio que posteriormente fue mucho más rentable cuando se dedicó a la venta de productos farmacéuticos, que se anunciaban como panacea para cualquier dolencia.
De su madre Eliza heredó no solo el físico, sino también la estricta moral calvinista, además de muchos de los principios básicos de su vida, entre ellos el orden y la dedicación. John Davison demostró ser desde muy joven inteligente y aplicado. Se mudó con su familia a Cleveland, Ohio, donde su padre había conseguido una mejor oportunidad de trabajo. Allí estudió en varios colegios públicos.
Ya desde muy joven Rockefeller mostró gran interés por los negocios. De hecho, recolectaba piedras para pintarlas y luego venderlas a sus compañeros, cuyos pagos depositaba en un frasco azul, que él mismo denominó más tarde como su primera «caja fuerte», que guardaba celosamente en su habitación, logrando, a la larga, amasar la pequeña fortuna de 50 dólares, que para la época representaba una suma de dinero considerable. Rockefeller recordaba posteriormente que fue entonces cuando pudo aprender una de las lecciones más valiosas de su vida, cuando un día un amigo de su padre fue a su casa a pedirle un préstamo para saldar un par de deudas que estaban a punto de vencer. Su padre no tenía el dinero, pero él sí, y acordó prestárselo con un interés del 7 %. Rockefeller se sorprendería posteriormente cuando, al cabo de un año, recibió una suma monetaria muy superior a la que había dado originalmente.
De allí en adelante, todas sus ganancias serían religiosamente contabilizadas en una libreta llamada «el registro A» y comenzó a fundamentar la mentalidad que lo llevaría a triunfar años más tarde.

### Carrera temprana

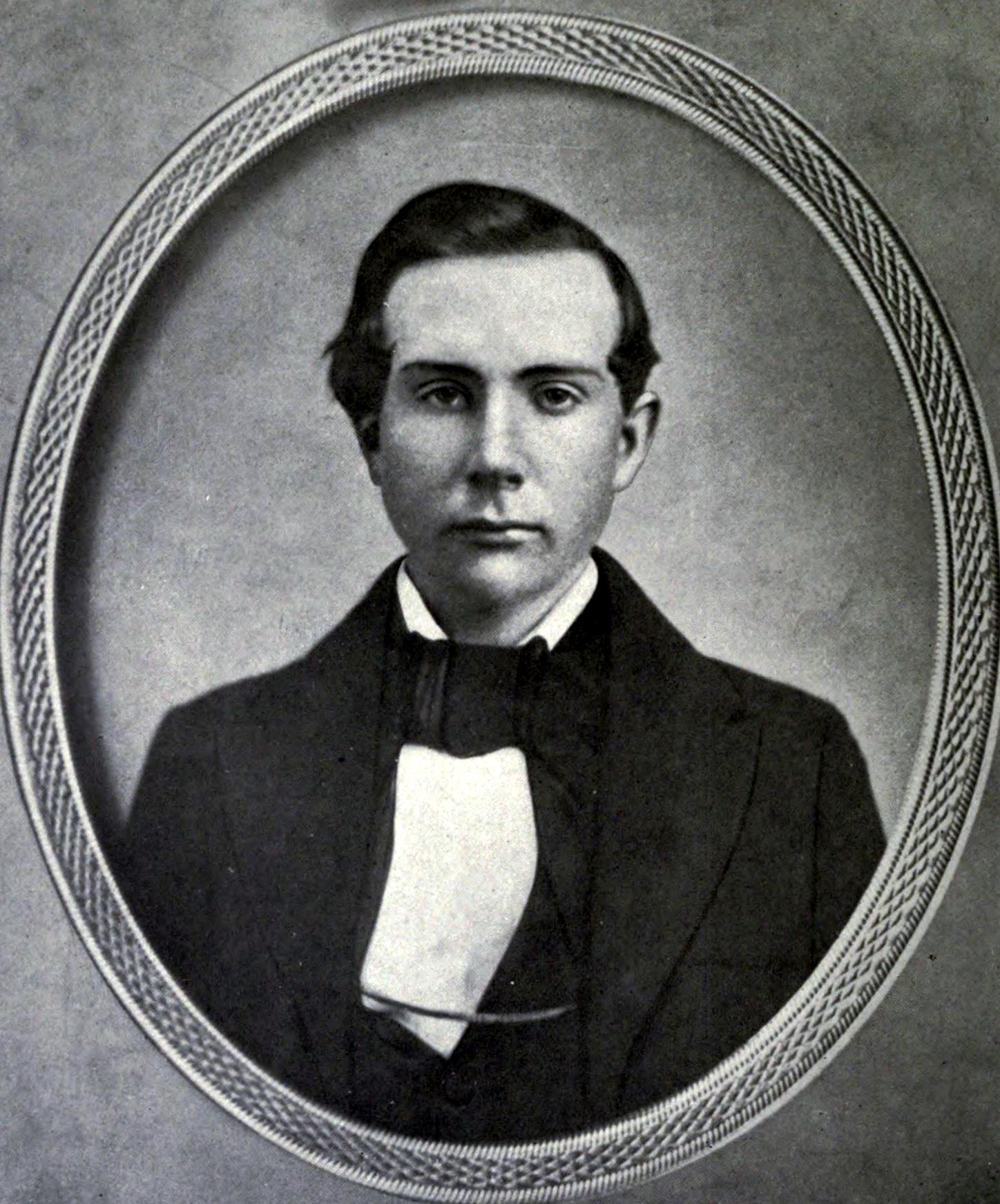
Rockefeller a los dieciocho años

Su innato gusto por los negocios lo estimuló aún más la escuela comercial de Cleveland, de donde salió a los dieciséis años. Ese mismo año obtuvo su primer empleo en una empresa de corredores y comerciantes en granos, donde trabajó con general beneplácito sin fijarse en horarios, perdido en ese mar de cifras que tanto lo apasionaba. Por la noche, en la cama, repasaba mentalmente las operaciones financieras del día, tratando de descubrir en qué podría haber obtenido mejores ganancias.
Ya a sus dieciséis años, John Davison Rockefeller era contador en Cleveland y mostraba gran competencia en esta rama, trabajando para la firma Hewit and Tuttl y otras empresas, llegando al punto de que, al tercer año en el susodicho sector, ya ganaba 600 dólares anuales (una suma considerablemente alta, teniendo en cuenta que era el año 1857), pero cuando le negaron un aumento de 200 dólares, decidió instalar un negocio por cuenta propia. Tenía ahorrados 800 dólares, pero aún le faltaban otros 1000 para crear su primera firma de corretaje. Su padre se los adelantó con un interés anual del 10 %, hasta que alcanzara la mayoría de edad. Así fundó, con su socio M. B. Clark, la firma Clark & Rockefeller, que obtuvo, en el primer año, beneficios por 4000 dólares y en el segundo cuadruplicó la suma.
Pero a pesar de la gran cantidad de dinero que ganaba, no se sentía complacido, pues deseaba llegar mucho más lejos y estaba decidido a lograrlo.

### Guerra Civil y el origen del negocio petrolífero

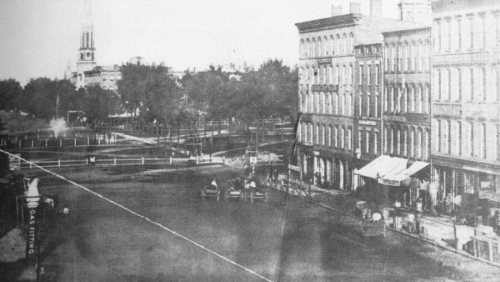
Cleveland en 1857

El estallido de la Guerra Civil en 1861 fue la llave de su fortuna. Al igual que muchos norteños acaudalados que evitaron el combate, Rockefeller contrató a soldados sustitutos para que ocuparan su lugar en el ejército, y dio dinero a la causa de la Unión. Mientras su hermano Frank luchaba en la Guerra Civil, John se ocupó de sus propios negocios. Siendo un convencido abolicionista que había votado por el presidente Abraham Lincoln, apoyó al entonces nuevo Partido Republicano. Como dijo, "Dios me dio dinero", y no se disculpó por ello, asumiendo la frase del predicador metodista John Wesley: "Gana todo lo que puedas, guarda todo lo que puedas y da todo lo que puedas".
En 1862, Rockefeller tenía veintitrés años, e invirtió 4000 dólares como socio comanditario en la nueva firma Clark, Andrews & Co. En su primer año de negocios, Clark y Rockefeller obtuvieron unas ganancias de 4400 dólares (con casi medio millón de dólares en negocios), que se convirtieron en 17.000 dólares al año siguiente. Sus beneficios se dispararon con el auge de la Guerra Civil, debido a las grandes cantidades de alimentos y de suministros requeridos por el Ejército de la Unión. Dos años antes del final Guerra Civil (que finalizaría en 1865), y con la perspectiva de que las ganancias del período de guerra se iban a terminar, Clark y Rockefeller centraron su atención en el refinado del petróleo crudo.
En aquella época, el gobierno federal estaba subsidiando la explotación del petróleo, aumentando el precio de 0,35 dólares por barril en 1862 hasta los 13,75 dólares. Esto creó un exceso de perforación petrolera, con miles de especuladores que intentaron hacer fortuna. La mayoría fracasó, pero los que encontraron petróleo ni siquiera tuvieron que ser eficientes. Hacían agujeros en el suelo y recogían el petróleo como podían, haciendo que arroyos y ríos fluyeran con el petróleo desperdiciado en vez de con agua.
Existía un mercado para el petróleo refinado en forma de queroseno. El carbón se había utilizado previamente para extraer queroseno, pero su tedioso proceso de extracción y su alto precio impidieron su uso generalizado. Incluso con los altos costos del transporte de carga y un impuesto del gobierno durante la Guerra Civil (el gobierno impuso un impuesto de veinte centavos por galón al petróleo refinado), las ganancias de la venta del producto refinado eran grandes. El precio del petróleo refinado en 1863 era de alrededor de 13 dólares por barril, con un margen de beneficio de alrededor de 5 a 8 dólares por barril. Los gastos de capital para una refinería en ese momento eran pequeños: entre 1 y 1,5 dólares por barril, y requerían solo unos pocos hombres para operar.
En este ambiente de auge derrochador, los socios cambiaron del comercio de alimentos al del petróleo, construyendo una refinería en 1863 en "The Flats", más adelante en la floreciente área industrial de Cleveland. La refinería era propiedad directa de Andrews, Clark & Company, que estaba compuesta por Clark y Rockefeller, el químico Samuel Andrews y los dos hermanos de M. B. Clark. El negocio petrolero comercial estaba entonces en su infancia. El aceite de ballena se había vuelto demasiado caro para las masas, y se necesitaba un combustible de iluminación de uso general más barato.
Mientras que otras refinerías transformaban un 60 % del petróleo en queroseno, arrojando el 40 % restante en ríos y grandes balsas de lodos, Rockefeller siguió siendo tan económicamente eficaz como siempre, utilizando la gasolina para alimentar la refinería y vendiendo el resto como aceite lubricante, vaselina y cera de parafina y otros subproductos. El alquitrán se utilizaba para pavimentar, y la nafta se enviaba a las plantas de gasificado. Del mismo modo, las refinerías de Rockefeller contrataron a sus propios instaladores de tuberías, reduciendo a la mitad su costo. Los barriles que costaban 2,50 dólares cada uno, terminaron en tan solo 0,96 dólares cuando Rockefeller compró la madera y los hizo construir directamente en su empresa.
Al negarse su socio Clark a expandir la firma (le atemorizaba el pasivo de 100 000 dólares), decidieron subastar la empresa. El 2 de febrero de 1865, la compañía salió a subasta, y las pujas subieron rápidamente. Clark, decidido a quedarse con la firma, ofreciendo 72 000 dólares. Pero Rockefeller, imperturbable, respondió con 72 500 dólares y se quedó con la compañía. El negocio, que en adelante se llamaría Rockefeller & Andrews, pasando a ser la mayor refinería de Cleveland, con una capacidad de 500 barriles por día.
En 1867, Henry Morrison Flagler se convirtió en socio, y se fundó la firma Rockefeller, Andrews & Flagler. Al año siguiente, con la práctica continua de prestar dinero y reinvertir las ganancias, controlar los costos y usar los subproductos de su actividad, la compañía pasó a poseer dos refinerías de Cleveland y una subsidiaria de comercialización en Nueva York, y se había convertido en la refinería de petróleo más grande del mundo. La empresa Rockefeller, Andrews & Flagler fue la predecesora de la Standard Oil Company.
En aquella época, se decía que John Davison Rockefeller solo tenía que mostrarles a sus competidores su cartera de inversiones y propiedades, para que estos decidieran venderle o negociar con él. De lo contrario podían estar seguros de que Rockefeller se encargaría de quebrarlos y llevarlos a la bancarrota. Después de todo, dejaba muy en clara su visión del negocio con la frase:

La competencia es un pecado, por eso procedemos a eliminarla.

Ya desde entonces Rockefeller mostraba su mentalidad de hombre de negocios depredador, buscando la expansión de sus empresas, el aumento de sus inversiones y la eliminación progresiva de la competencia a toda costa. El astuto e inteligente empresario haría en el futuro muchas maniobras que reflejarían su visión y en más de una ocasión demostraría su efectividad a la hora de sobreponerse a los demás.

### Laconquistade Cleveland y la expansión nacional

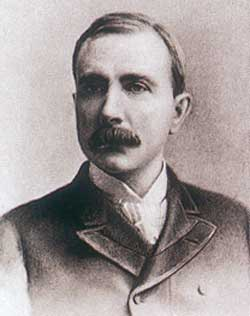
Rockefeller en 1875

Al final de la guerra de Secesión, Cleveland era uno de los cinco principales centros de refinación en los Estados Unidos (además de Pittsburgh, Nueva York y la región del noroeste de Pensilvania, de donde procedía la mayor parte del petróleo). Hacia 1869, la capacidad de refinación de queroseno era el triple de la necesaria para abastecer el mercado, y la capacidad se mantuvo en exceso durante muchos años.
El siguiente paso de Rockefeller fue negociar en secreto con el ferrocarril tarifas preferenciales, y ese descuento fue un arma esencial para fundar el 10 de enero de 1870 una nueva sociedad, con 1 millón de dólares de capital: la Standard Oil, que absorbió a la empresa Rockefeller & Andrews, que venía de una rápida expansión. Debido a que la Standard Oil había sido creada por Rockefeller, su hermano William y varias personas más, Rockefeller pasó a liderar la compañía.
Los ferrocarriles competían ferozmente por el tráfico del petróleo y, en un intento de crear un cártel para controlar las tarifas de flete, formaron la South Improvement Company, ofreciendo ofertas especiales a clientes a granel como la Standard Oil. El cártel ofreció a la compañía un trato preferencial como expedidor de gran volumen, que incluía importantes descuentos y rebajas de hasta el 50 % para sus productos, de los que no disfrutaban los productos de la competencia.
Parte de este acuerdo fue el anuncio de un fuerte aumento del precio general de los fletes. Esto desencadenó una tormenta de protestas de propietarios independientes de pozos petrolíferos, incluidos boicots y vandalismo, lo que condujo al descubrimiento de la participación de la Standard Oil en el acuerdo. Una importante refinería de Nueva York, encabezada por Charles Pratt y Henry Huttleston Rogers, lideró la oposición a este plan, y los ferrocarriles pronto retrocedieron. El estado de Pensilvania revocó el acuerdo del cártel y, por el momento, se restablecieron las tasas no preferenciales. Si bien sus competidores pudieron sentirse perjudicados, los manejos de Rockefeller hicieron que los consumidores estadounidenses obtuvieran queroseno y otros derivados del petróleo más baratos. Antes de 1870, la luz de los quinqués estaba solo al alcance de los ricos, provista por el costoso aceite de ballena. Durante la década siguiente, el queroseno se convirtió en un producto asequible para las clases trabajadoras y medias.
Ahora John Davison Rockefeller controlaba una vasta red de refinerías. Además, como él mismo había determinado que el negocio del petróleo podía generar ganancias desde más de un enfoque, llevó a la empresa a desarrollar sistemas propios de extracción y transporte del crudo como los oleoductos, controlando así todos los aspectos de la producción petrolera.
En 1870 la Standard Oil era una de las mayores refinerías del centro de los Estados Unidos y ya en 1872, junto con dos de los más importantes refinadores de Pittsburgh y Filadelfia, pudieron manejar a su antojo las tarifas con los ferrocarriles. La Standard Oil refinaba un cuarto de toda la producción de petróleo del país, y eliminando paso a paso a la competencia, se convirtió en un poderoso monopolio que refinaba el 95 % de la capacidad total de los Estados Unidos. Su equipo directivo estaba formado por un conjunto de los más capaces financieros del país. Todos eran millonarios. Para Rockefeller, la elección del personal siempre había sido un ingrediente importantísimo; elegía a los más capaces y entusiastas.
Rockefeller se había convertido en la práctica en "el dueño de la industria petrolera de Estados Unidos".

## La Standard Oil Trust, monopolio total

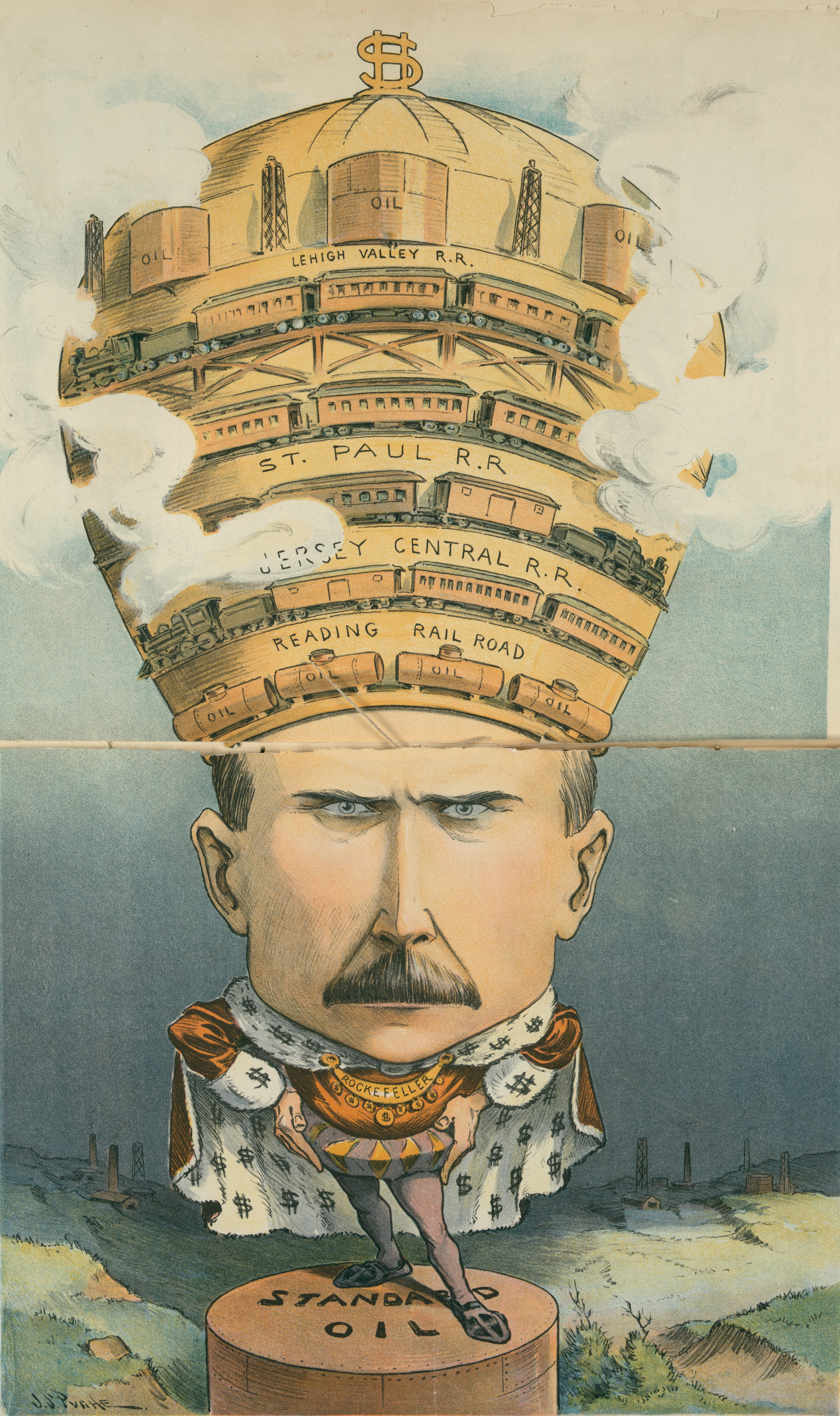
Caricatura de Rockefeller de 1901 en la revista Puck

Como consecuencia de todas estas maniobras, Rockefeller había instaurado su poder sobre la industria petrolera, pero ahora deseaba afianzarlo de forma total. Para ello decidió proceder a la creación de la Standard Oil Trust. Esta sería una especie de extraordinario holding empresarial que concentraría diversas inversiones en el mundo del petróleo y los combustibles, no solo en Estados Unidos sino en varios otros países del mundo.

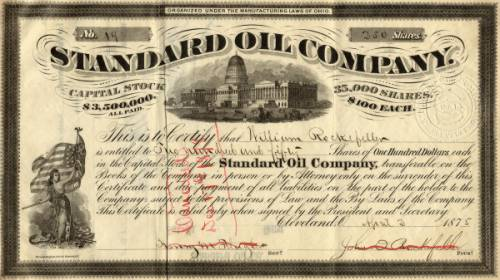
Acción de la Standard Oil

La creación de esta entidad, se basó en una idea que Rockefeller creó, para evitar ser acusado de monopolio por las autoridades, dado que ya por entonces el gobierno comenzaba a intervenir en la reglamentación de la libre competencia entre empresas. Debido a ello, Rockefeller no podía adquirir de la forma habitual todas las empresas que deseaba controlar, porque de hacerlo, las autoridades podrían intervenir impidiendo las adquisiciones. La solución fue la creación del Trust, término que en inglés significa: «confianza», y que se refería a una concentración de empresas bajo una misma dirección. El control legal de las sociedades constituyentes se confería a la junta de administradores, cambiándose las acciones de las compañías por los certificados del trust. De esta manera, Rockefeller lograba reunir a distintas empresas bajo una misma dirección central, con la finalidad de ejercer un control de las ventas y la comercialización del petróleo.
La idea de Rockefeller se materializó en 1882, creándose así la Standard Oil Trust, que fue el primer monopolio del mundo, abarcando toda la industria petrolera estadounidense, controlando los procesos de extracción, refino, transporte, distribución y venta de todos los productos derivados del 90% de todo el petróleo de Estados Unidos y sosteniendo operaciones, inversiones y actividades en decenas de otros países.

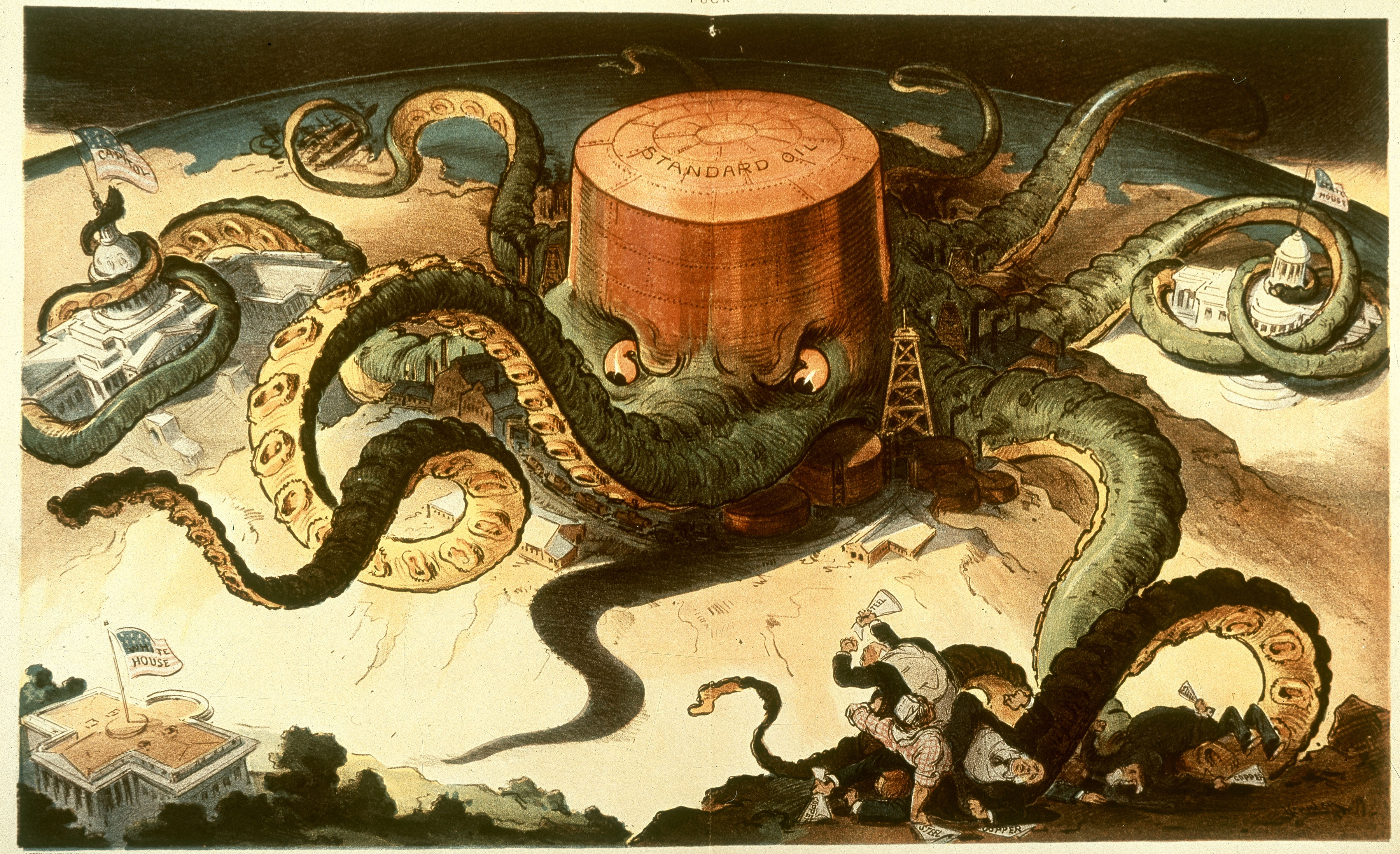
El miedo ante los monopolios ("trusts") se muestra en este ataque a la Standard Oil Company

El vasto imperio estadounidense de la compañía incluía 20.000 pozos, 6400 km de oleoductos, 5000 cisternas para el transporte ferroviario y más de 100.000 empleados. Su participación en el refinado mundial del petróleo superaba el 90%, pero lentamente cayó a aproximadamente el 80% durante el resto del siglo. A pesar de la formación del fideicomiso y de su inmunidad ante cualquier competencia, en la década de 1880 la Standard Oil había alcanzado su pico de poder sobre el mercado mundial del petróleo. Rockefeller finalmente abandonó su sueño de controlar todas las refinerías de petróleo del mundo; más tarde admitió: "Nos dimos cuenta de que el sentimiento público estaría en nuestra contra si realmente refináramos todo el petróleo". Con el tiempo, la competencia extranjera y los nuevos hallazgos de petróleo en otras partes del mundo erosionaron su dominio. A principios de la década de 1880, Rockefeller creó una de sus innovaciones más importantes. En lugar de tratar de influir directamente en el precio del petróleo crudo, la Standard Oil había estado ejerciendo un control indirecto alterando los costos del almacenamiento del petróleo para adaptarse a las condiciones del mercado. Luego ordenó la emisión de certificados contra el petróleo almacenado en sus plantas de refinado. Estos certificados fueron comercializados por los especuladores, creando así el primer mercado de futuros de petróleo que estableció efectivamente los precios del mercado a partir de ese momento. La Bolsa Nacional del Petróleo se abrió en Manhattan a finales de 1882 para facilitar el comercio de futuros de petróleo.
Aunque el 85% de la producción mundial de crudo todavía provenía de Pensilvania en la década de 1880, el petróleo de los pozos perforados en Rusia y Asia comenzó a llegar al mercado mundial. Robert Nobel había establecido su propia empresa de refinado en los abundantes y más baratos campos petroleros rusos, incluido el primer oleoducto de la región y el primer buque petrolero del mundo. Los Rothschild de París se introdujeron en el negocio, proporcionando financiación. Se descubrieron campos adicionales en Birmania y Java. Aún más crítico, la invención de la bombilla eléctrica comenzó a erosionar gradualmente el dominio del queroseno para la iluminación. Standard Oil se adaptó desarrollando una presencia en Europa, expandiéndose a la producción de gas natural en los EE. UU. y luego produciendo gasolina para automóviles, que hasta entonces se había considerado un producto de desecho.
Este fue el epítome de la extraordinaria carrera empresarial de Rockefeller, que fue el hombre más acaudalado de Estados Unidos y posiblemente del mundo.

## Estados Unidos contra Rockefeller
Ya a finales de la década de 1880 el gobierno de los Estados Unidos, estaba centrando su atención en el inmenso desarrollo del sector privado del país. En ese momento, el gobierno de los EE. UU. estaba decidido a reglamentarlo, para permitir el desarrollo equilibrado y justo de las inversiones y las compañías, buscando establecer la libre competencia, en un país donde tal cosa no existía. Por supuesto, para llevar a cabo tal proyecto de reforma era necesario demostrar que no se permitirían monopolios, y la única forma de probarlo era suprimiendo al más grande y poderoso de todos, la Standard Oil, que gracias a la Standard Oil Trust, a sus múltiples inversiones y a su dominio de la industria, controlaba casi en su totalidad el petróleo estadounidense y gran parte del petróleo del mundo.

La Exxon Mobil, es la más grande de las treinta sucesoras de la Standard Oil

El gobierno debió enfrentarse a Rockefeller para poder aplicar las nuevas medidas anti-monopolio que planteaban

De esta manera, el gobierno se preparó para enfrentarse al hombre más poderoso de Norteamérica, Rockefeller, y llevarlo ante los tribunales. A pesar de que fueron muchos los periodistas e investigadores, tanto públicos como privados, los que expusieron al monopolio de Rockefeller, al gobierno le resultó muy difícil hacer frente al poderoso magnate y a su imperio. Fueron necesarios años enteros de litigios solo para llevarle ante tribunales, pues John D. Rockefeller dispuso de su ejército de abogados para defender sus intereses.

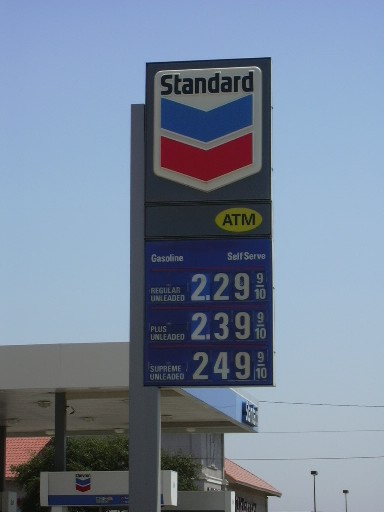
Chevron mantiene en su logo una referencia a su antecesora, Standard Oil

Finalmente, se planteó el caso ante el Tribunal Superior de Justicia de Ohio, que decretó a la Standard Oil Trust como un monopolio ilegal y ordenó su disolución por violar la Ley Sherman Antitrust. Para entonces, la compañía todavía poseía una participación del 70% del mercado de petróleo refinado, pero solo el 14% del suministro de petróleo crudo de EE. UU. La decisión fue apelada por Rockefeller, pero perdió. Aun así, con todo y las exigencias de la corte, el monopolio no se disolvió como tal hasta 1899, dado que si bien accedió a desactivar la Standard Oil Trust, el imperio petrolífero de Rockefeller ya estaba más que afianzado, y ese año John Davison Rockefeller estableció la Standard Oil Company en Nueva Jersey, siendo su presidente hasta su jubilación en 1911. Este mismo año la empresa se dividió en 37 diferentes corporaciones por orden del Tribunal Superior de Justicia de Estados Unidos, que consideró a la compañía demasiado grande y poderosa en la industria como para continuar unida. Aun así, Rockefeller continuó manteniendo el 30 % de las acciones de todas esas compañías y su familia continuó manteniendo la mayoría del resto de las acciones, por lo que su fortuna no se vio afectada.
Tanto Rockefeller como todos los demás accionistas recibieron un pago proporcional por su participación en cada una de las 34 compañías. Como consecuencia, el control de Rockefeller sobre la industria petrolera se redujo algo, pero en los siguientes diez años, la ruptura también le resultó inmensamente rentable. El patrimonio neto combinado de las empresas se multiplicó por cinco y la riqueza personal de Rockefeller aumentó a 900 millones de dólares.
Cabe destacar que el listado de empresas que surgieron como descendientes de la Standard Oil hoy en día son las principales compañías petroleras, no solo de Estados Unidos sino del mundo, contándose en la lista compañías como la Exxon Mobil, que es la multinacional petrolera más grande del mundo, Chevron, que es otra de las grandes multinacionales petrolíferas, ConocoPhillips, Amoco (que fue absorbida por British Petroleum en el año 2000) y Standard Oil of Ohio, previamente conocida como Sohio.
En vista del renombre que poseen estas compañías hoy en día, no es difícil imaginar cuán poderoso fue el monopolio que ejerció Rockefeller y cuán extenso resultó, dado que todas estas son empresas que nunca faltan en ningún listado de corporaciones de gran importancia.
En consecuencia, se puede afirmar que la actual estructuración de las principales compañías del sector petrolífero es en su mayoría heredera del inmenso monopolio de Rockefeller, testimonio del gran poder que ejerció y de la extensa influencia que poseyó y que marcó a esta industria.

## Vida privada
En lo que respecta a su vida privada, de Rockefeller se puede decir que gozó de la ventaja del anonimato de aquella época. Su nombre era reconocido, pero no se vio envuelto en ningún tipo de escándalo personal ni sufrió la persecución directa de los periodistas, que sin embargo criticaron sistemáticamente las despiadadas prácticas de sus empresas, críticas que finalmente contribuyeron de manera decisiva al decreto de las leyes que le obligaron a disgregar su monopolio. Desde joven, John Davison Rockefeller mostró un carácter reservado. Siempre se esforzaba al máximo en lo que hacía y su inteligencia para los negocios era innegable, pero manteniéndose en un discreto segundo plano.
Es considerado el hombre estadounidense más rico de la historia, evaluándose su fortuna en 1400 millones de dólares o el 1,53 % del PIB estadounidense de la época, lo que ajustado a la inflación equivaldría en 2007 a 663 400 millones de dólares estadounidenses.

### Matrimonio
Rockefeller se casó con Laura Celestia Spelman, una profesora de Nueva York, con la que estuvo casado hasta su muerte y con quien tuvo cinco hijos: Elizabeth, Alice, Alta, Edith y un único hijo varón, John Davison Rockefeller Jr., quien heredaría su vasto imperio tras su muerte. Su vida familiar transcurrió entre sus múltiples residencias y en su casa de nueve plantas en Nueva York, que fue donde más tiempo pasó.

## Últimos años y fallecimiento

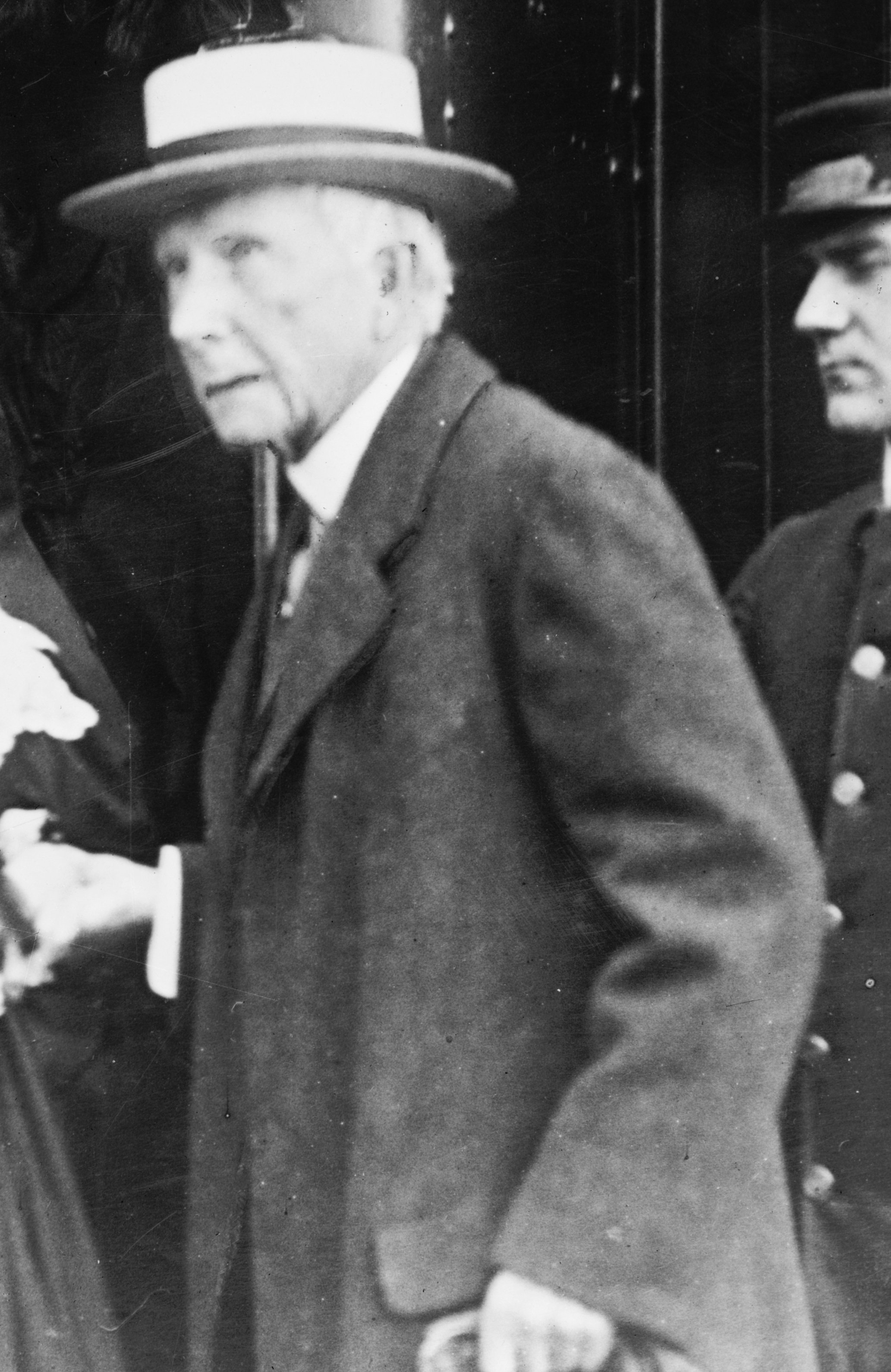
Rockefeller en 1911

A los cincuenta y tres años de edad, su salud comenzó a empeorar. Con varias enfermedades digestivas, perdió el cabello, adelgazó y se le hundieron los hombros. Con la espalda encorvada, llegó a tener la apariencia de un hombre mucho mayor de lo que en realidad era. Apenas podía mantenerse en pie. Con sus recursos económicos buscó tratamientos costosos pero su salud no mejoró. Fue entonces cuando empezó a bajar su ritmo de trabajo, a descansar más y a alimentarse mejor. De este modo, su salud fue mejorando.
Rockefeller, tras la separación en treinta empresas diferentes de su gigantesca petrolera Standard Oil, y tras su retiro como presidente de su vasto imperio en 1911, centró su atención sobre todo en sus actividades filantrópicas y en su más ambicioso proyecto en el ámbito inmobiliario, la construcción del Rockefeller Center. Sería su hijo, John Davison Rockefeller Jr., quien gestionaría y completaría la construcción del proyecto, que sería el mayor y más importante centro empresarial del país y probablemente del mundo en su momento, siendo todavía hoy en día un activo inmobiliario de primer orden.
John D. Rockefeller nunca pudo ver terminado el Centro que lleva el nombre de la familia, debido a su muerte el 23 de mayo de 1937 en su residencia de Ormond Beach, Florida, a los noventa y siete años de edad. Fue enterrado en el Lake View Cemetery, en Cleveland, la ciudad que vio nacer su inmenso imperio.

## Creencias y ética
Rockefeller era muy firme respecto a todo lo que conformaba su personalidad. En cuanto a sus creencias, era firmemente fiel a su iglesia, la bautista, y en cuanto a su ideología, era extremadamente rígido en lo referente a su paradigma organizativo, de planificación y de administración monetaria y de su tiempo.
En cuanto a su tendencia política, siempre apoyó al Partido Republicano.
Luego estaba su filosofía empresarial, la cual se basaba en un ideal de profesionalismo, dado que creía y aplicaba la idea de que solo los mejores, con más experiencia, con más títulos y mejor preparación y determinación, debían trabajar para él. Esta filosofía se complementaba con su ideal de dominación y crecimiento ilimitado de sus negocios, creando así una idea general, que raya directamente en el darwinismo social, bajo la clásica creencia de que solo los mejores triunfan.
De hecho, ese ideal fue representado por él en su reflexión denominada «American Beauty» (Belleza americana).
Su frase, célebre en la cultura capitalista estadounidense, fue pronunciada como metáfora del darwinismo social:

El crecimiento de un gran negocio es simplemente la supervivencia del más apto... La bella rosa estadounidense solo puede lograr el máximo de su esplendor y perfume que nos encantan, si sacrificamos a los capullos que crecen en su alrededor. Esto no es una tendencia maligna en los negocios. Es más bien solo la elaboración de una ley de la naturaleza y de una ley de Dios.

Esta frase representa, en más de un sentido, la visión capitalista del mismo Rockefeller, y para efectos del darwinismo social, es la más representativa de todas las frases o reflexiones que se hayan hecho sobre esta línea de pensamiento.

## Fortuna personal

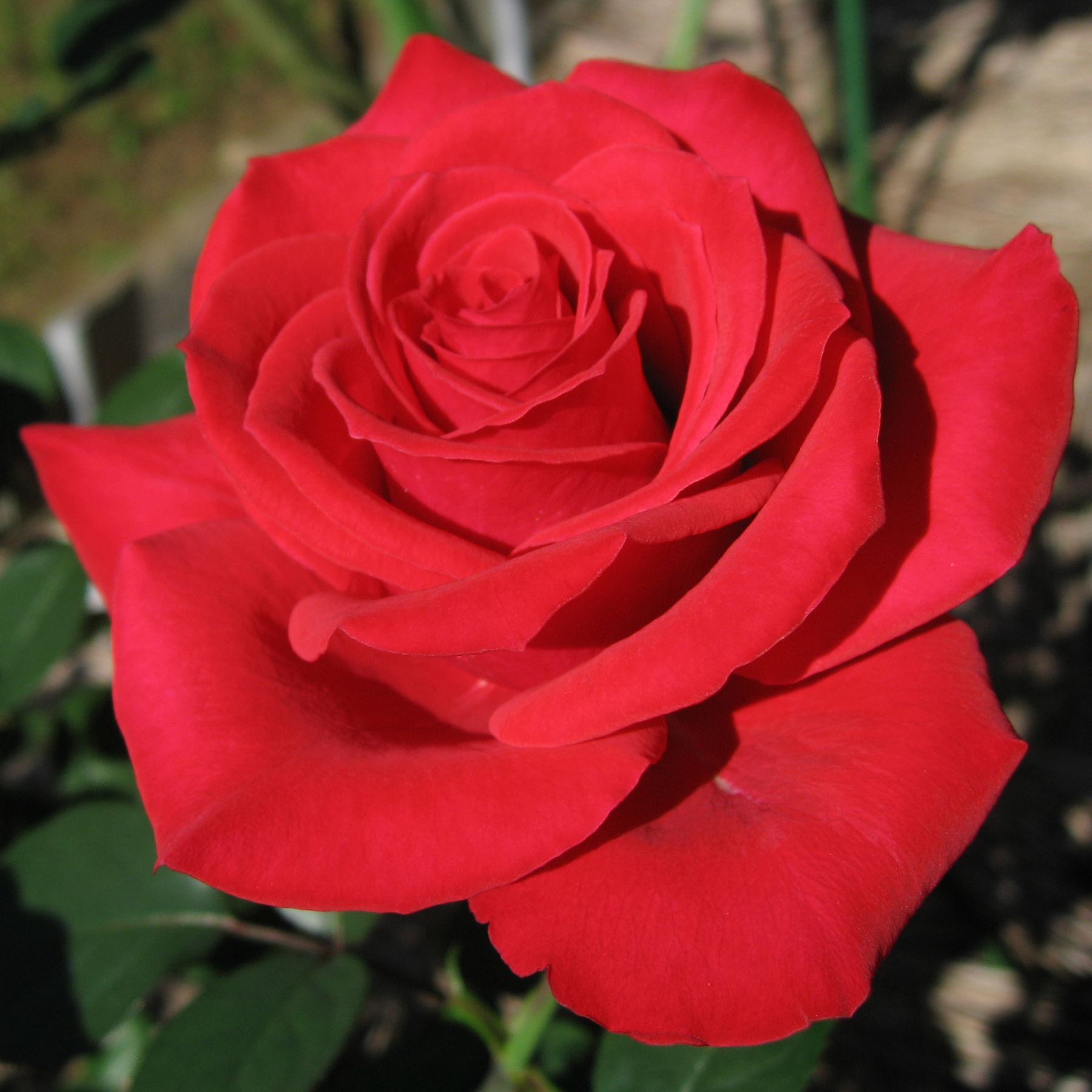
Rockefeller utiliza como referencia a la rosa americana, para explicar su punto de vista, con la famosa frase de "American Beauty"

Debido a su vasta fortuna, Rockefeller logró convertirse en la mismísima imagen del multimillonario estadounidense. Poseyó múltiples propiedades inmobiliarias. Su residencia principal en Nueva York era la más lujosa y extensa de todas, teniendo nueve plantas. Además entabló inversiones en variedad de otras entidades, financieras y productivas.

## Obra filantrópica
Las donaciones caritativas de Rockefeller comenzaron con su primer trabajo como empleado a los dieciséis años, cuando dio el 6 % de sus ganancias para los pobres, como se registra en su libro de contabilidad personal. Para cuando tenía veinte años, sus donaciones benéficas excedían el diez por ciento de sus ingresos. Gran parte de sus donaciones estaban relacionadas con la iglesia. Su iglesia se afilió más tarde a la Convención Baptista del Norte, que se formó a partir de los baptistas estadounidenses en el norte para establecer escuelas y universidades para esclavos negros libertos en el Sur de Estados Unidos después de la guerra de Secesión. Rockefeller asistía a iglesias baptistas todos los domingos; cuando viajaba, a menudo asistía a servicios en congregaciones afroamericanas, dejando importantes donaciones. A medida que la riqueza de Rockefeller creció, también lo hicieron sus donaciones, principalmente para causas educativas y de salud pública, pero también para las ciencias básicas y las artes. Fue asesorado principalmente por Frederick Taylor Gates después de 1891, y después de 1897, también por su hijo.
Supuestamente fue influido por Swami Vivekananda tras una reunión en 1893, quien lo instó a usar sus recursos para ayudar a las personas pobres y en dificultades.
Rockefeller creía en el movimiento de eficiencia, argumentando que: "Ayudar a una escuela ineficiente, mal ubicada e innecesaria es un desperdicio; ... es muy probable que se haya desperdiciado suficiente dinero en proyectos educativos imprudentes como para construir un sistema de educación superior nacional adecuado a nuestras necesidades, si el dinero se hubiera dirigido adecuadamente a ese fin".
Junto con sus asesores, inventó la subvención condicional, que requería que el receptor "arraigara la institución en el afecto de la mayor cantidad de personas posible que, como contribuyentes, se preocupan personalmente, y luego se puede contar con que brinde a la institución su interés vigilante y cooperación".
En 1884 proporcionó importantes fondos para el Seminario Femenino Baptista de Atlanta para mujeres afroamericanas, que se convirtió en el Spelman College. Su esposa, Laura Spelman Rockefeller, se dedicó a los derechos civiles y a lograr la igualdad para las mujeres. John y Laura donaron dinero y apoyaron el Seminario Baptista Femenino de Atlanta, cuya misión estaba en línea con sus creencias basadas en la fe. Hoy se la conoce como Spelman College, una universidad o universidad histórica de mujeres negras que lleva el nombre de la familia de Laura. La familia Spelman, los suegros de Rockefeller, junto con John Rockefeller fueron fervientes abolicionistas antes de la Guerra Civil y se dedicaron a apoyar las organizaciones que facilitaban la fuga de esclavos desde el sur para su liberación. John Rockefeller quedó impresionado por la visión de la escuela y se hizo cargo de sus deudas. El edificio más antiguo existente en el campus de Spelman, Rockefeller Hall, lleva su nombre. También hizo considerables donaciones a la Universidad Denison y a otras universidades baptistas.
Donó 80 millones de dólares a la Universidad de Chicago dirigida entonces por William Rainey Harper, convirtiendo una pequeña universidad baptista en una institución de clase mundial en 1900. También otorgó una subvención a la junta de misiones extranjeras de los Misioneros Baptistas Americanos, para establecer en 1905 la Universidad Centrofilipina, la primera iglesia baptista y la segunda universidad estadounidense en Asia, en la muy católica Filipinas.

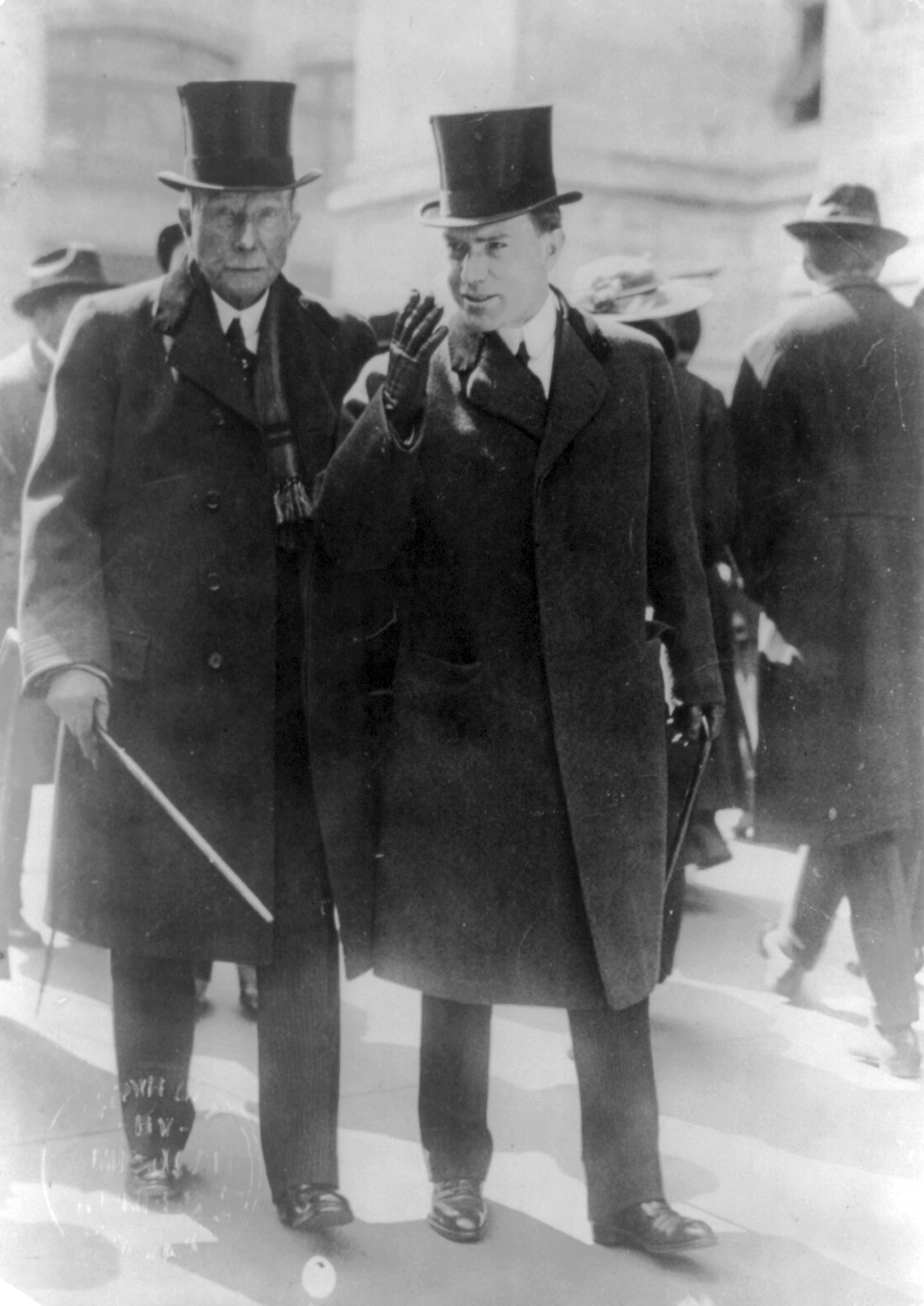
Rockefeller y su hijo John Jr. en 1915

El General Education Board de Rockefeller, organización fundada en 1903, se estableció para promover la educación en todos los niveles en todo el país. En consonancia con las misiones históricas de los baptistas, fue especialmente activa en el apoyo a las escuelas negras en el sur. También proporcionó apoyo financiero a instituciones del este ya establecidas, como la Universidad Yale, la Universidad de Harvard, Columbia, Brown, Bryn Mawr, Wellesley y Vassar.
Por consejo de Gates, Rockefeller se convirtió en uno de los primeros grandes benefactores de la medicina. En 1901, fundó el Instituto Rockefeller de Investigación Médica en la ciudad de Nueva York. Cambió su nombre a Universidad Rockefeller en 1965, después de expandir su misión para incluir la educación de posgrado. Está relacionada con 23 premios Nobel. Fundó la Comisión Sanitaria Rockefeller en 1909, una organización que finalmente erradicó la enfermedad causada por un gusano parásito denominada anquilostoma, que había plagado durante mucho tiempo las zonas rurales del Sur de Estados Unidos. Su Junta de Educación General tuvo un gran impacto al financiar las recomendaciones del "Flexner Report" de 1910. El estudio había sido realizado por la Fundación Carnegie para el Avance de la Enseñanza.
Rockefeller creó la Fundación Rockefeller en 1913 para continuar y ampliar el alcance del trabajo de la Comisión Sanitaria, que se cerró en 1915.
Donó casi 250 millones de dólares a la fundación, que se centró en la salud pública, la capacitación médica y las artes. También financió la Escuela Johns Hopkins de Higiene y Salud Pública, la primera de su tipo. Convirtió el Peking Union Medical College en China en una institución notable. La fundación contribuyó durante la Primera Guerra Mundial a la ayuda de guerra, y empleó a William Lyon Mackenzie King de Canadá para estudiarlas relaciones industriales.
En la década de 1920, la Fundación Rockefeller financió una campaña de erradicación de anquilostomas a través del International Health Division. Esta campaña utilizó una combinación de política y ciencia, junto con la colaboración entre los trabajadores de la salud y los funcionarios gubernamentales para lograr sus objetivos.
La cuarta institución de filantropía principal de Rockefeller, la Fundación Laura Spelman Rockefeller Memorial, fue creada en 1918. A través de esta organización, apoyó el trabajo en los estudios sociales. Posteriormente fue absorbida por la Fundación Rockefeller.
Rockefeller se hizo conocido en su vida posterior por la práctica de regalar monedas de diez centavos a adultos y monedas de cinco centavos a los niños donde quiera que fuera. Incluso dio monedas de diez centavos como un gesto divertido a hombres ricos, como al magnate de la fabricación de neumáticos Harvey Samuel Firestone.

## Apariciones en obras artísticas
- Es uno de los personajes de la serie documental Gigantes de la Industria.[92]
- Es mencionado a lo largo de los documentales de Peter Joseph, Zeitgeist: The Movie, como uno de los empresarios más poderosos del planeta, revelando los propósitos de la familia Rockefeller y sus afiliados a favor de la globalización.
- El año 2003, el dúo Alemán Modern Talking en su álbum n.°12 Universe, pista n.°2 con el tema I'm No Rockefeller.